# Lady Eleanor Talbot
Lady Eleanor Talbot , död 1468, var en engelsk adelskvinna. Hennes påstådda äktenskapskontrakt med Edvard IV av England var av stor betydelse för Plantagenetdynastins slutgiltiga öde.

## Biografi
Eleanor Talbot var dotter till John Talbot, earl av Shrewsbury. 1449 eller 1450 gifte hon sig med Thomas Butler (son till Ralph Butler, Lord Sudeley), som avled före mars 1461. I det politiska tumult som rådde kring den tidens monarkbyten tog hennes svärfar från henne ett av de två gods som han givit henne och maken då de gifte sig, men han slutförde inte det nödvändiga pappersarbetet angående en licens för titelbyte, och den nye kungen, Edvard IV, tog då över båda godsen.
Det exakta händelseförloppet är oklart, men det tycks ha varit så att lady Eleanor vände sig direkt till kungen för att be honom att lämna tillbaka egendomarna. Edvard, som hade ett rykte om sig som kvinnotjusare, blev mer intresserad av Eleanor än av hennes gods. Det sägs att Edvard gick med på ett juridiskt bindande avtal att gifta sig med henne. Enligt den franske politiske analytikern, Philippe de Commines, var den präst som senare skulle träda fram och vittna om att han genomfört ceremonien Robert Stillington, biskop av Bath och Wells. Edvard gifte sig med Elizabeth Woodville 1464, och det har senare antagits att en anledning till att äktenskapet inte utlystes offentligt var risken att Eleanor skulle träda fram med nyheten om sitt tidigare för-äktenskap med kungen. Robert Stillington blev kansler av England, samt innehade flera andra lukrativa poster.
Lady Eleanor Butler avled i ett kloster i juni 1468 och begravdes i Church of the White Carmelites i Norwich. Några år senare ska prästen ifråga (de Commines är den enda källa som identifierar honom som Stillington) ha berättat för kung Edwards opålitlige bror George, hertig av Clarence om kontraktet. George, som redan var på väg att starta ett uppror mot sin äldre bror, spärrades in i Towern tillsammans med Stillington. Georges sak prövades av parlamentet och han dömdes till döden för förräderi i januari 1478.
Det har spekulerats i om anledningen till att George dödades i avskildhet i Towern (oavsett om han verkligen dränktes i en tunna vin eller ej) kan ha varit att Edvard ville försäkra sig om att han inte skulle få en möjlighet att offentligen avslöja hemligheten som skulle göra broderns barn illegitima och honom själv till tronföljare. Stillingtons fängslande var en varning. Först efter Edwards död trädde han fram offentligen med bevisen, denna gång till den blivande Rikard III av Englands fördel, för att hindra Edvard IV:s son att krönas som Edvard V. Rikard intog sedan tronen.
Det finns inga kvarvarande källor från överhusets möte 9 juni 1483, då Stillington ska ha visat upp bevisen för kontraktet, däribland dokument och andra vittnen. Hertigen av Buckingham sägs senare ha sagt till John Morton att han hade trott på bevisen som lades fram, men senare ändrat sig. Då Henrik VII av England intog tronen, befallde han att alla dokument som hade med detta att göra skulle förstöras, som stadgan som hade gjort Rikards trontillträde möjligt. Henriks order kom att genomföras så effektivt att endast ett exemplar av  Titulus Regius återfunnits.
Efter Rikards död namngav tudorhistorikerna - däribland Sir Thomas More i sin History of Richard III - Elizabeth Lucy som den kvinna som Stillington vittnat om att han hade vigt med Edvard. Elizabeth Lucy (som även kan ha kallats Elizabeth Wayte) var troligen mor till Edvard IV:s illegitime son Arthur Plantagenet, viscount Lisle. Lord Lisle spärrades in i Towern 1540, anklagad för att ha konspirerat till att förråda Calais till fransmännen, men då frikännandet kom fick han en hjärtinfarkt och avled.